# Вітовська Анастасія Олександрівна
Анастасія Олександрівна Вітовська (нар. 31 березня 1998, м. Рубіжне, Луганська область, Україна — пом. 27 вересня 2019, м. Залізне, Донецька область, Україна) — українська військовослужбовиця; кухар взводу матеріального забезпечення 24-го окремого штурмового батальйона «Айдар». Псевдо — «Стелла»; учасниця російсько-української війни.

## Життєпис
Народилася 31 березня 1998 року в Рубіжному на Луганщині (за іншою інформацією — в місті Кентау, Південно-Казахстанська область, Казахстан). Закінчила загальноосвітню школу та мешкала у Попасній, Луганська область.
З 2019 року проходила військову службу за контрактом у Збройних силах України. Служила кухарем взводу матеріального забезпечення 24-го окремого штурмового батальйона «Айдар», звання — солдат. Брала участь в Операції об’єднаних сил на сході України.
Загинула в ніч на 27 вересня 2019 року на ротному опорному пункті поблизу м. Залізне на Донеччині: дівчина отримала несумісні з життям множинні осколкові поранення, спричинені випадковим вибухом гранати. Без матері залишився її маленький син.
Похована 30 вересня на цвинтарі мікрорайону ВРЗ у Попасній, Луганська область.

## Вшанування пам'яті
- Напередодні Міжнародного жіночого дня 8 березня 2020 року інформаційне агентство Міноборони «АрміяInform» вшанувало Анастасію Вітовську разом із іншими жінками, які стали до лав захисниць і віддали своє життя за Україну[9][10].
- Її портрет розміщений на меморіалі «Стіна пам'яті полеглих за Україну» у Києві — секція 11, ряд 2, місце 19[4].
- У вересні 2020 року громадська організація «Жіночий ветеранський рух» облаштувала у львівському парку ім. Богдана Хмельницького Алею пам'яті жінкам, загиблим у російсько-українській війні[11]. Одна з яблунь Недзведського[en] на цій алеї висаджена в памʼять про Анастасію Вітовську.

Алея пам'яті жінкам, загиблим у російсько-українській війні, парк ім. Богдана Хмельницького, Львів
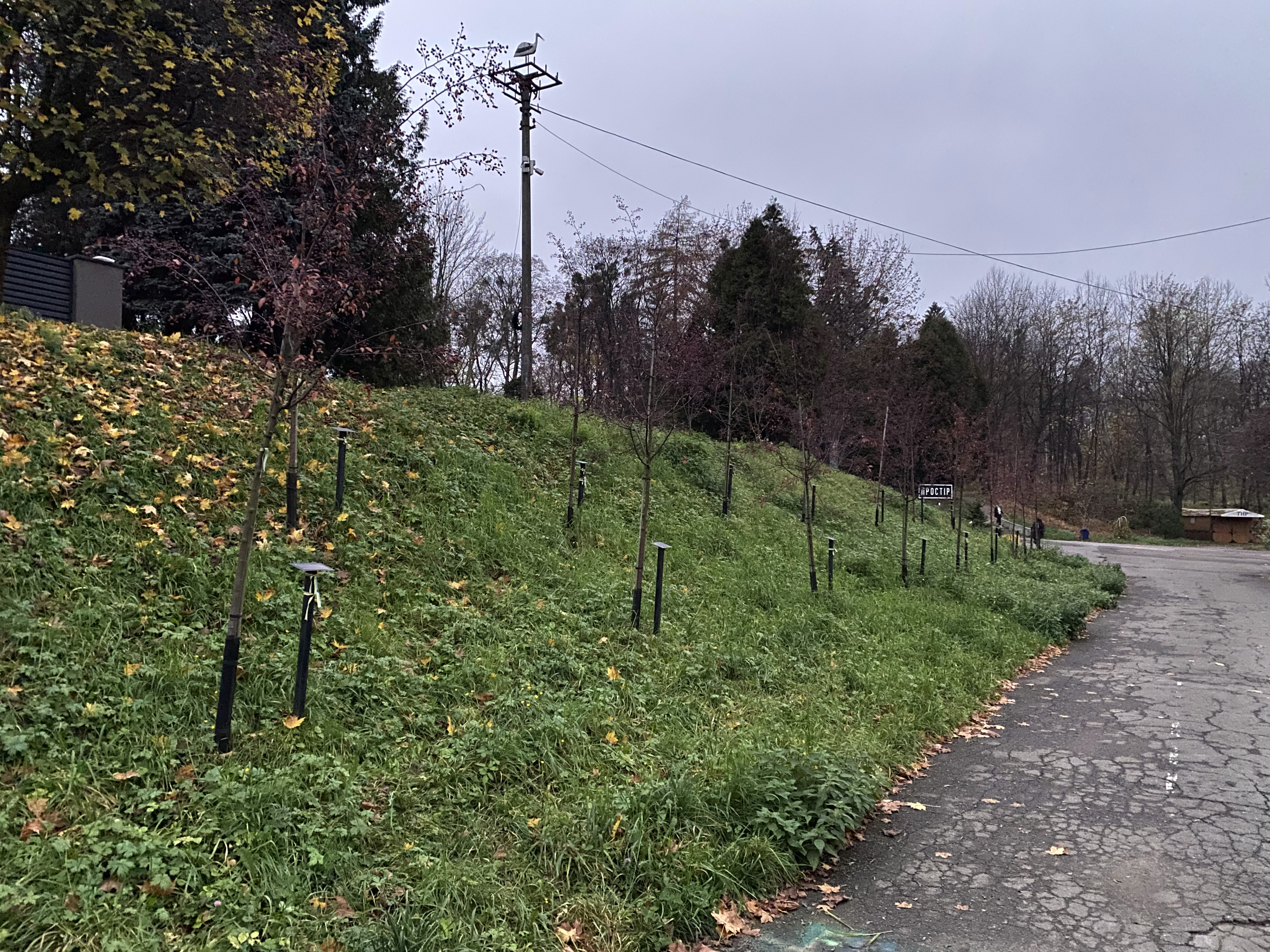
Алея пам'яті жінкам, загиблим у російсько-українській війні
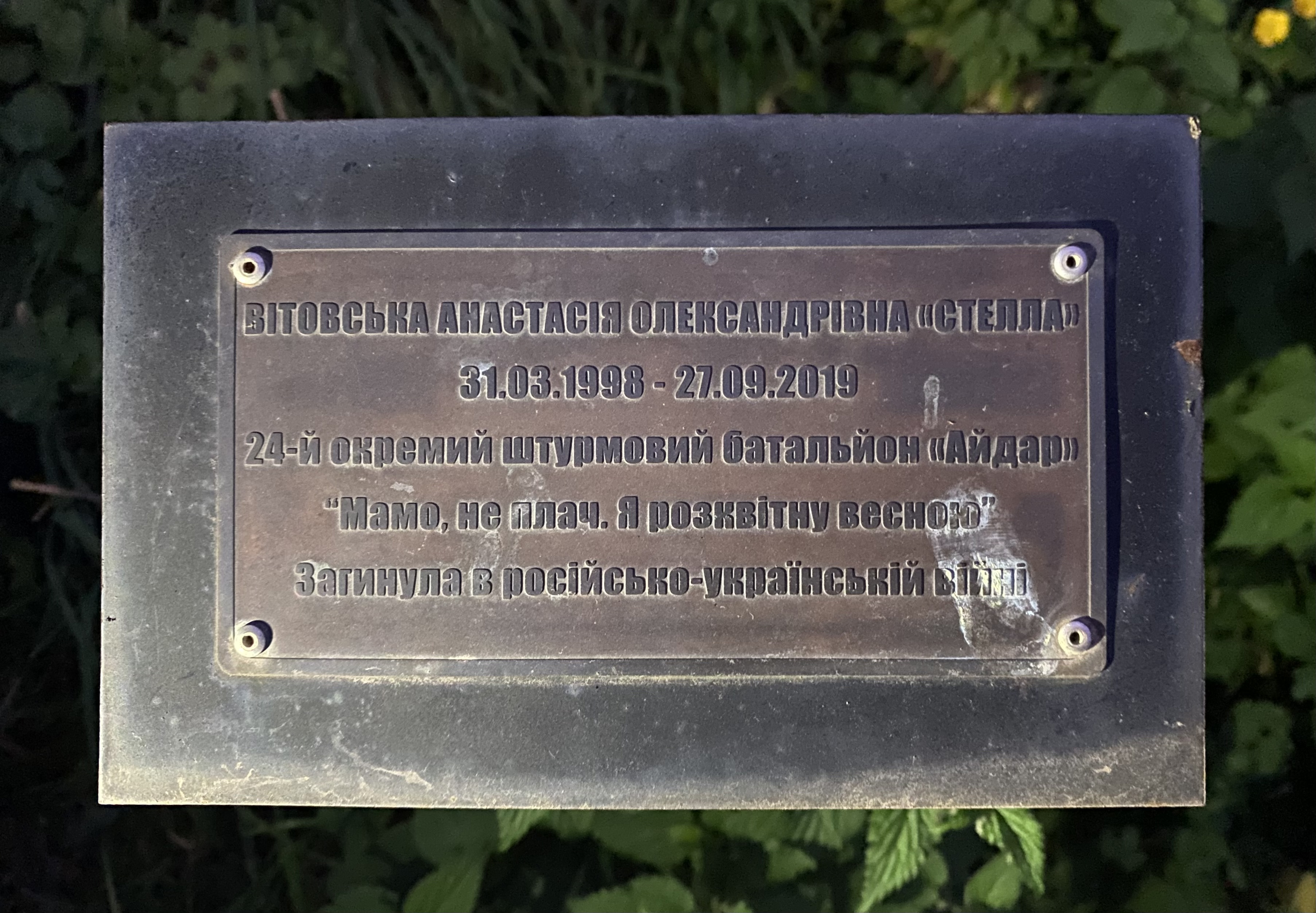
Табличка біля яблуні, висадженої в пам'ять про Анастасію Вітовську